# Comuna Krotivșciîna, Velîka Bahacika
Krotivșciîna (în ucraineană Кротівщина) este o comună în raionul Velîka Bahacika, regiunea Poltava, Ucraina, formată din satele Krotivșciîna (reședința), Lukași și Skîbivșciîna.

## Demografie
Componența lingvistică a comunei Krotivșciîna
     Ucraineană (95,87%)
     Română (2,22%)
     Rusă (1,8%)
Conform recensământului din 2001, majoritatea populației comunei Krotivșciîna era vorbitoare de ucraineană (95,87%), existând în minoritate și vorbitori de română (2,22%) și rusă (1,8%).